# Diakonissestiftelsen
Den Danske Diakonissestiftelse eller blot Diakonissestiftelsen er en selvejende organisation, der bygger på et folkekirkeligt grundlag. Organisationen har over 400 medarbejdere og mere end 260 frivillige. Derudover er der cirka 1200 studerende og 130 børn i institutionerne. Diakoni er afledt af græsk diakonìa (tjeneste) og diàkonos  (tjener) og anvendes som betegnelse for kristen tjeneste og omsorg for medmennesker, særligt svage og syge.

Diakonissestiftelsen driver i dag et uddannelsescenter, et hospice, hjemmepleje, plejehjemmet Salem og i gang med at bygge et friplejehjem i Vallensbæk.  Desuden driver de to børneinstitutioner: Louisegården og Marthagården. 

## Historie
Den danske Diakonissestiftelse blev oprettet i 1863 på Frederiksberg på foranledning af prinsesse, senere kong Christian 9.s dronning Louise. Et hus i Smallegade dannede rammen om et lille hospital og hjem for diakonissesøstrene.
Prinsesse Louise opfordrede frk. Louise Conring til at tage på en uddannelsesrejse til diakonissehuse i Sverige, der havde haft diakonisser i ca. 10 år og til Tyskland, hvor  præsten Theodor Fliedner (de) i 1836 havde oprettet det første diakonissehus i Kaiserwerth. Tilbage i Danmark blev Conring den første diakonisse og forstanderinde. 
I 1876 rykkede stiftelsen ind i den først opførte del af det nuværende bygningskompleks på Peter Bangs Vej.
Diakonissetiftelsens hospital lukkede i 1984.

## Uddannelser
Under navnet UC Diakonissestiftelsen og med Kim Petersen i spidsen som rektor, udbyder Diakonissestiftelsen følgende uddannelser i deres bygninger på Peter Bangs Vej:
- Professionsbachelor i sygepleje. Bachelor of Science in Nursing.[12]
- SOSU-hjælper og -assistent. Social and Health Care Education.[13]
- Professionsbachelor i kristendom, kultur og kommunikation. Bachelor of Christianity, Culture and Communication.[14]

Ud over disse uddannelser under UC Diakonissestiftelsen kan man også uddanne sig til Diakon eller Diakonisse gennem Diakonfællesskabet, som Diakonissestiftelsen har stået for i over 150 år.